# Кабо Рохо (Порторико)
Кабо Рохо (шп. Cabo Rojo) је општина у америчкој острвској територији Порторико, острвској држави Кариба.

## Демографија
По попису из 2010. године број становника је 50.917, што је 4.006 (8,5%) становника више него 2000. године.
| Група             | 2000.          | 2010.          |
| Белци             | 373 (0,8%)     | 455 (0,9%)     |
| Афроамериканци    | 1.381 (2,9%)   | 2.758 (5,4%)   |
| Азијати           | 29 (0,1%)      | 38 (0,1%)      |
| Хиспаноамериканци | 46.465 (99,0%) | 50.376 (98,9%) |
| Укупно            | 46.911         | 50.917         |